# Анвара (подокруг)
Анвара (бенг. আনোয়ারা, англ. Anwara) — подокруг на юго-востоке Бангладеш. Входит в состав округа Читтагонг. Административный центр — город Анвара. Площадь подокруга — 173,53 км². По данным переписи 1991 года численность населения подокруга составляла 219 446 человека. Плотность населения равнялась 1265 чел. на 1 км². Уровень грамотности населения составлял 30,6 %.